# Sanç d'Aragó i d'Alburquerque
Sanç d'Aragó i d'Alburquerque (Medina del Campo, 1400-1416), conegut com a Sanç de Trastàmara, fou el tercer fill de Ferran d'Antequera i d'Elionor d'Alburquerque, esdevingut infant d'Aragó en resultar elegit el seu pare rei d'Aragó al Compromís de Casp (1412).
Fou un dels Infants d'Aragó, de gran pes a la política castellana de la primera meitat del segle xv a causa dels extensos feus que els procuraren els seus pares.
Mort el gran mestre de l'orde d'Alcántara (1408), Ferran i Elionor intrigaren per aconseguir el lloc per al seu fill Sanç, amb suport del seu conseller Sancho de Rojas, bisbe de Palència, a qui el regent de Castella manifestà la seva voluntat així:
"Obispo, vos bien sabedes en como mis fijos van creciendo, e según la naturaleza que en este reyno tienen, de razón deven ser en él heredados segund sus estados. E quanto pienso que villas e lugares del rey mi señor, que solían dar los reyes para heredar a los tales, son dados a los ricos omes e cavalleros que oy las tienen e a sus linajes, e veo que no quedó qué dar, e para darles el rey mi señor e sobrino lo que les pertenesce en dineros, segund su estado, para su mantenimiento, sería forçado de echar pecho en el reyno, por ende pensé de les heredar lo mas syn pecado que ser pueda. E gracias a Dios, pues tengo cinco fijos e dos fijas, e cada cada dia espero aver más, según la hedad de la ynfanta, mi mujer, e mía, razón es que comience a buscar de qué hereden, pues no queda por dar syn los lugares que son de la Corona Real del rey mi señor e mi sobrino, e ya sabedes en como la señora e mi hermana e yo, como tutores del rey, juramos de no manejar cosa alguna de las villas e lugares de su señorío, e para dar a ellos, segund lo que hoy se da e se gasta, no hay que se pueda conplir sy no hechasen pechos e otros tributos en el reyno. E porque sería muy gran contía, queríalo yo escusar sy se pudiese. E por estas razones que dichas he e por otras muchas que bien podria dezir, que la conciencia me acusa, pensé que pues esta esleción deste maestradgo de Alcántara..."
El 23 de gener de 1409, Sanç, amb tan sols nou anys, fou finalment investit i acceptat com a gran mestre de l'orde, dotada d'enormes rendes. L'oposició dels electors fou vençuda pel regent gràcies a les recomanacions pontifícies, els favors, les amenaces i el suborn.
També fou gran mestre de l'orde de Calatrava. El 1415 morí com a conseqüència d'una caiguda de cavall.